# Zgodovinski leksikon Švice
Zgodovinski leksikon Švice je enciklopedija zgodovine Švice. Enciklopedijo je objavila fundacija pod pokroviteljstvom Swiss Academy of Humanities and Social Sciences (Schweizerische Akademie der Geistes- und Sozialwissenschaften, SAGW/ASSH) in Švicarsko zgodovinsko društvo (Schweizerische Gesellschaft für Geschichte, SGG-SHH). Poleg 35 članskega osebja v osrednji pisarni, je vključenih tudi 100 akademskih svetovalcev, 2500 zgodovinarjev in 100 prevajalcev.

## Tiskane izdaje
Enciklopedija se ureja v treh nacionalnih jezikih Švice: nemško (Historisches Lexikon der Schweiz, HLS), francosko (Dictionnaire Historique de la Suisse, DHS) in italijansko (Dizionario Storico della Svizzera, DSS). Prvih 13 zvezkov je bilo izdanih leta 2002. Zadnji zvezek pa je bila izdan leta 2014.
36.000 naslovov je razporejenih v sledečih skupinah:
1. Biografije (35%)
2. Članki o družinah in rodoslovju (10%)
3. Članki o krajih (občine, kantoni, utrdbe, fevdih, opatije, arheološka nahajališča) (30%)
4. Tematski članki (zgodovinski pojavi in izrazi, inštitucije, dogodki) (25%)

## Spletna izdaja
Spletna izdaja je na voljo od leta 1998. Prosto dostopni so vsi članki, onemogočeno pa je tiskanje ilustracij.

## Lexicon Istoric Retic
Lexicon Istoric Retic (LIR) je verzija v 2 zvezkih z izborom člankov v retoromanščini. Vključuje članke, ki jih v ostalih jezikih ni. Prvi zvezek je bil objavljen leta 2010, drugi pa 2012. Na voljo je tudi spletna verzija.

## Izdaje
- Historisches Lexikon der Schweiz (HLS), Schwabe AG, Basel, ISBN 3-7965-1900-8 (2002–)
- Dictionnaire historique de la Suisse (DHS), Editions Gilles Attinger, Hauterive, ISBN 2-88256-133-4 (2002–)
- Dizionario storico della Svizzera (DSS), Armando Dadò editore, Locarno, ISBN 88-8281-100-X (2002–)
- Lexicon Istoric Retic (LIR), Kommissionsverlag Desertina, Chur, ISBN 978-3-85637-390-0 (vol.1: Abundi à Luzzi), ISBN 978-3-85637-391-7 (vol. 2: Macdonald à Zwingli)